# Мохамед Акід
Мохамед Алі Акід (араб. محمد علي عقيد, фр. Mohamed Ali Akid, 5 липня 1949, Сфакс — 11 квітня 1979) — туніський футболіст, що грав на позиції нападника.
Виступав за «Сфаксьєн» та «Аль-Наср» (Ер-Ріяд), а також національну збірну Тунісу.

## Клубна кар'єра
У дорослому футболі дебютував 1970 року виступами за команду «Сфаксьєн», в якій провів вісім сезонів, вигравши за цей час два чемпіонати Тунісу і один національний кубок.
1978 року Акід перейшов у саудівський «Аль-Наср» (Ер-Ріяд). За офіційною версією 11 квітня 1979 року Акіда вдарила блискавка під час тренувань у клубі. Обставини його смерті породили суперечку між його сім'єю та владою. Після туніської революції 2011 року його сім'я просила зробити розтин його тіла, щоб встановити причину його смерті. Розтин 18 липня 2012 року підтвердив наявність двох пострілів у його тілі, а син Акіда підтвердив причетність саудівського кронпринца Наєфа бен Абдулазіза (1934–2012).

## Виступи за збірну
1972 року дебютував в офіційних матчах у складі національної збірної Тунісу.
У складі збірної був учасником Кубка африканських націй 1978 року в Гані та чемпіонату світу 1978 року в Аргентині. На «мундіалі» він зіграв у всіх трьох матчах, але його команда не подолала груповий етап.

## Титули і досягнення
- Чемпіон Тунісу (2):

«Сфаксьєн»: 1970/71, 1977/78
- Володар Кубка Тунісу (1):

«Сфаксьєн»: 1970/71